# 同妻
同性恋者的异性配偶，俗称同妻或同夫。男同性戀者的妻子稱為同妻，女同性戀者的丈夫稱為同夫。其中大部分同妻或同夫是异性恋者，另有一部分是同性戀者，同妻或同夫通常指代前者。

## 历史遭遇
同性恋者的异性配偶，以及缔结形式婚姻的同性恋者，可能会受家庭暴力和冷暴力困扰。疑似同性恋者在婚姻中虐待异性配偶的记录，古已有之。北魏汝南王元悦喜好男色，除不与妻妾同房外，对她们轻则怒骂，重至捶打。他的夫人閭妃虽贵为王妃，犹被殴打后赶出家门。胡太后派人探视后，才发现闾氏被打卧床，疮口尚未愈合。

## 在中国大陸
根据學者张北川估计，中國大陸男同性戀者约有2,000万，80%会结婚或已婚，约为1,600万。社会学家李银河教授认为，传统道德和異性戀霸權社会对同妻的压制与歧视一定程度上甚于男同性恋者，中華传统的婚恋文化是同妻现象的罪魁祸首。同妻一旦发现丈夫的性傾向不合此前所知，可能产生心理问题，乃至自杀。2009年3月27日至28日，中国大陸首届同妻会在山东青岛召开。近年来，同妻群体开始了发声。有同妻公益组织和志愿者认为，同妻问题，更多应以保障女性权利、尊重女性生命的群体意识来取代那些让女性成为生育者、让女性成为幌子的不良意识。
中国大陸的同性恋者的异性配偶，目前多处于沉默不发声的状态，原因有二：一是，尽管对婚姻状态与质量有所怀疑，但并不会想到配偶是同性恋者。二是，尽管发现配偶是同性恋者，但是由于出于对配偶与孩子的保护而不愿意说出来，只能默默忍受。一篇观察报告指出，同夫并不在少数，只是由于男性相对于女性较少在网上互动诉苦、部分同夫并不清楚自己同夫身份等多种原因，同夫群体不像同妻群体集中出现于网络中。
中国大陆的婚姻法例有别于他国，并不要求以愛情为结婚的必要前提，亦不要求對愛宣誓或承諾。離婚除非雙方自願協議，否則單方提出，只能在調解後訴訟離婚，而法定訴由都無關於性傾向不和，其中稍有關聯的“感情不和分居滿二年”或“感情破裂”在一方否認的實境中難以被立證，司法意見所列十四種“感情破裂”情形均與愛或性傾向無關。